# Rami Jridi
Rami Jeridi (Tunes, 25 de abril de 1985) é um futebolista tunisiano que atua como goleiro. Atualmente joga pelo Espérance Sportive de Tunis, um dos maiores clubes da Tunísia. No clube, ele atua como 2⁰ goleiro.

## Carreira
Rami Jridi representou o elenco da Seleção Tunisiana de Futebol no Campeonato Africano das Nações de 2017.